# Bal-Sagoth
Bal-Sagoth est un groupe de black metal symphonique britannique, originaire de Yorkshire, en Angleterre. Le groupe se démarque des groupes de black metal traditionnel tels que Darkthrone  par une grande présence du synthétiseur, qui apporte une dimension épique très importante dans les compositions du groupe.
D'autre part, Bal-Sagoth se démarque également par ses titres d'œuvres très longs, à l'instar du groupe Inquisition, que ce soit pour les albums (voir Starfire Burning Upon the Ice-Veiled Throne of Ultima Thule) ou pour les compositions (comme The Dark Liege of Chaos is Unleashed at the Ensorcelled Shrine of A`zura Kai (the Splendour of a Thousand Swords Gleaming Beneath the Blazon of the Hyperborean Empire Part II) ou And Lo, When the Imperium Marches against Gul-Kothoth, then Dark Sorceries Shall Enshroud the Citadel of the Obsidian Crown).

## Biographie

### Débuts (1989–1993)
Bal-Sagoth est conçu en 1989 par Byron Roberts, comme tentative de former ce qu'il appelle « un groupe de black symphonique/death metal consacré au fantasy/science fiction et aux mythes et légendes. » Inspiré par des romanciers comme Robert E. Howard, H. P. Lovecraft, Clark Ashton Smith, Edgar Rice Burroughs, J.R.R. Tolkien et Jack Kirby, Byron souhaitait lancer son propre univers fantastique, dans les histoires seraient contées par des paroles et de la musique.
Après plusieurs échecs de lancement d'un projet musical, Byron rencontre les frères Maudling en 1993, qui cherchaient également à former un groupe sérieux. Bal-Sagoth s'incarne avec Byron Roberts au chant, Jonny Maulding au synthétiseur et Chris Maulding à la guitare. Les trois Anglais enregistrent leur première démo la même année, et elle attire l'attention du label Cacophonous Records. Le nom « Bal-Sagoth » provient d'un livre de Robert E. Howard intitulé Les Dieux de Bal-Sagoth.

### Cacophonous Records (1994–1999)
Le groupe publie trois albums chez Cacophonous Records : A Black Moon Broods Over Lemuria (1995), Starfire Burning Upon the Ice-Veiled Throne of Ultima Thule (1996) et Battle Magic (1998). Il participe ensuite une première tournée européenne avec Dark Funeral, puis une autre avec Emperor. Bal-Sagoth passe la majeure partie du temps à écrire l'album Battle Magic, puis à l'enregistrer (de nouveau au Academy Music Studio en Angleterre). Le groupe quitte Cacophonous Records en 1999.

### Nuclear Blast Records (1999–2006)
Les Anglais signent chez Nuclear Blast Records en 1999 et sortent leur quatrième album, The Power Cosmic la même année. En 2001, le groupe enregistre son cinquième album, Atlantis Ascendant, et part pour une tournée en Europe avec Marduk, Mortician, Amon Amarth et Vader. Entre 2003 et 2006 le groupe s'enferme en studio pour écrire leur sixième album ; ils n'en sortent que pour prendre part au prestigieux Wacken Open Air. Avant ça, en 2005, le groupe se décommande pour le Wacken Open Air.
En mars 2006, Bal-Sagoth sort The Chthonic Chronicles, et conclut la première hexalogie du groupe, pour reprendre les propos du chanteur. L'album est enregistré aux Waylands Forge Studios, et les parties vocales de Byron Roberts aux Academy Music Studio. Des rumeurs sont lancées selon lesquelles il s'agirait de leur dernier album.

### Dernières activités (depuis 2006)
A l'été 2006, Bal-Sagoth joue au festival Bloodstock Open Air, et apparaît pour la première fois aux États-Unis lors du festival Heathen Crusade II de St. Paul, dans le Minnesota, en 2007. En janvier 2008, ils séjournent en Finlande à Helsinki et Turku, aux côtés du groupe finlandais Battlelore, et participent au festival Screamfest à Oslo, en Norvège. En mai 2009, le groupe joue deux shows à Lisbonne et Porto, au Portugal. En janvier 2010, Mark Greenwell quitte le groupe, et est remplacé par l'ancien bassiste Alistair MacLatchy ; en mars 2010, Bal-Sagoth revient en Finlande pour jouer avec leurs compatriotes de Skyclad. Le 14 août 2010, Bal-Sagoth joue au festival Brutal Assault en République tchèque. Le 5 mars 2011, ils jouent à Berne, en Suisse.
En février 2013, il est annoncé que les frères Maudling ont formé un nouveau groupe appelé Kull.
Le 21 février 2015, le livre de poche Swords of Steel est publié chez DMR Books. Il raconte l'histoire du chanteur de Bal-Sagoth, Byron Roberts. Le 30 juillet 2015, l'anthologie fantastique Barbarian Crowns est publié chez Horrified Press/Barbwire Butterfly Books. Elle raconte l'histoire de Byron Roberts, Chronicles of the Obsidian Crown
. Le 27 février 2016, le livre de poche Swords of Steel II est publié chez DMR Books.

## Membres

### Membres actuels
- Byron Roberts - chant, batterie, clavier (1993–1998)
- Jonny Maudling - clavier
- Chris Maudling - guitare
- Dan Mullins - batterie
- Mark Greenwell - basse

### Anciens membres
- Dave Mackintosh - batterie (1998-2004)
- Jonny Maudling - batterie (1993-1998)
- John Piras - guitare (1995-1996)

### Membres de tournée
- Jason Portet - basse (1996)
- Leon Forrest - clavier (1996)
- Alistair Mac Latchy - basse (1998)

## Discographie
- 1993 : 1993 Demo
- 1995 : A Black Moon Broods over Lemuria
- 1996 : Starfire Burning Upon the Ice Veiled Throne of Ultima Thule
- 1998 : Battle Magic
- 1999 : The Power Cosmic
- 2001 : Atlantis Ascendant
- 2006 : The Chthonic Chronicles